# 滨湖多宾
滨湖多宾（德語：Dobin am See）是德国梅克伦堡-前波美拉尼亚州的市镇，隶属于路德维希斯卢斯特-帕尔希姆县，总面积为34.78平方千米，截至2020年总人口为1956人。